# Chery Arrizo 3

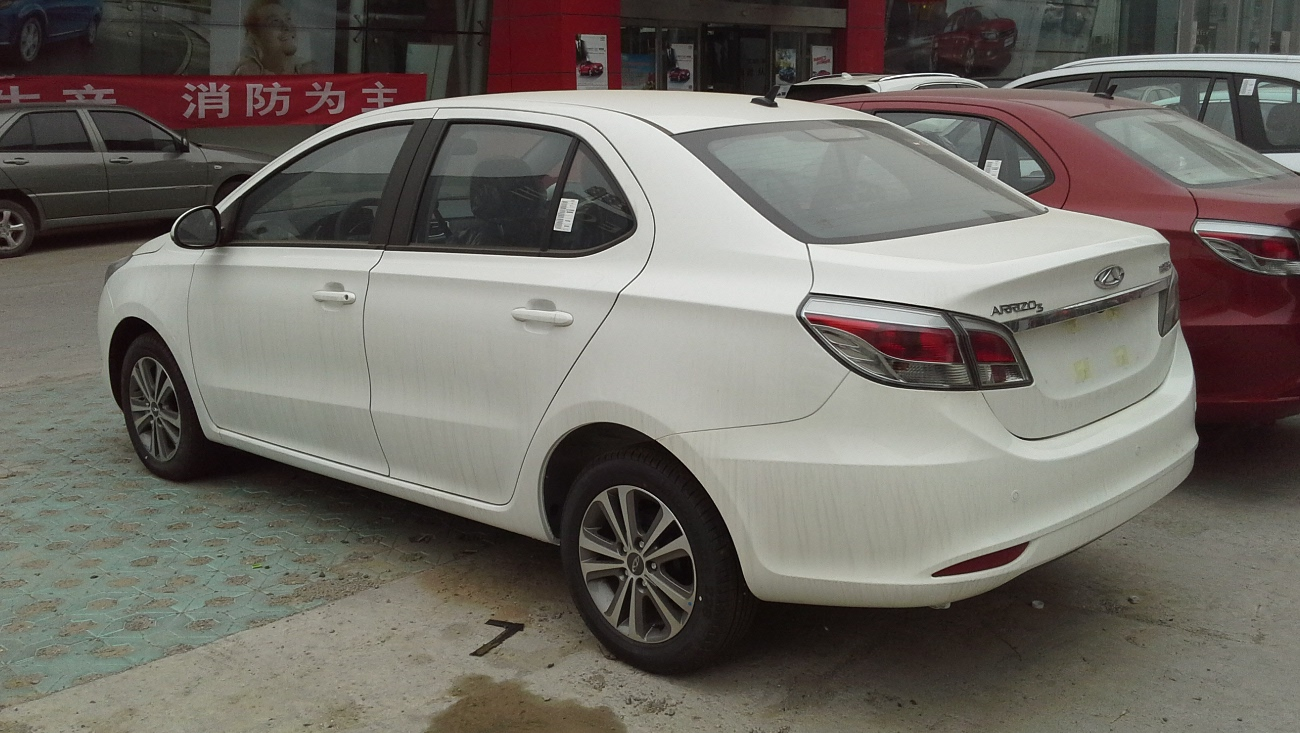
Heckansicht

Der Chery Arrizo 3 ist eine Stufenheck-Limousine des chinesischen Automobilherstellers Chery Automobile, die unter dem Chery Arrizo 5 platziert war. Das Fahrzeug basiert auf dem Chery E3.

## Modellgeschichte
Das Fahrzeug wurde in Form einer Konzeptversion mit dem Namen Arrizo 3 Champion Edition auf der Guangzhou Auto Show mit dem professionellen E-Sport-Spieler Wang „SanSheng“ Zhaohui vom Newbee-Dota-2-Team präsentiert. Am 28. November 2014 kam in China die Serienversion auf den Markt. In Chile wurde ab 2016 der Chery E3 als Arrizo 3 angeboten und erhielt 2018 ein Facelift.

## Technische Daten
Den Antrieb übernimmt ein 1,5-Liter-Ottomotor mit einer Leistung von 80 kW (109 PS), der das Fahrzeug auf bis zu 190 km/h beschleunigt. Der Motor kann auch mit einem 4-Stufen-Automatikgetriebe kombiniert werden.
|                                            | 1.5                        |
| ------------------------------------------ | -------------------------- |
| Bauzeitraum                                | 2014–2020                  |
| Motorkenndaten                             |                            |
| Motortyp                                   | R4-Ottomotor               |
| Hubraum                                    | 1497 cm³                   |
| max. Leistung bei min−1                    | 80 kW (109 PS) / 6000      |
| max. Drehmoment bei min−1                  | 140 Nm / 3000              |
| Kraftübertragung                           |                            |
| Antrieb                                    | Vorderradantrieb           |
| Getriebe, serienmäßig                      | 5-Gang-Schaltgetriebe      |
| Getriebe, optional                         | (4-Gang-Automatikgetriebe) |
| Messwerte                                  |                            |
| Höchstgeschwindigkeit                      | 190 km/h (165 km/h)        |
| Beschleunigung, 0–100 km/h                 | 11,5 s                     |
| Kraftstoffverbrauch auf 100 km, kombiniert | 5,9 l Super (6,8 l Super)  |
| Leergewicht                                | 1206 kg (1225 kg)          |
| Tankinhalt                                 | 42 l                       |